# Asociación Deportiva Municipal Pérez Zeledón
Pour les articles homonymes, voir Zeledón.
Maillots
L'Asociación Deportiva Municipal Pérez Zeledón est un club de football costaricien fondé en 1962 et basé dans la ville de San Isidro.

## Palmarès
- Championnat du Costa Rica
  - Vice-champion : 2005

## Personnalités

### Entraîneurs
- Carlos Restrepo (2002-2005)
- Didier 'Zorro' Castro
- Saningo Soto
- Rafael Bautista Arenas